# Беляны (Удмуртия)
Беля́ны — деревня в Андрейшурском сельском поселении Балезинского района Удмуртии. Центр поселения — село Андрейшур.
Население - 21 человек (2007; 21 в 1961).
Деревня находится на правом берегу речки Пулыбка, левого притока Чепцы. На левом находится деревня Зилай, иногда обозначается как «5 километр». Через последнюю проходит железная дорога (Игринское направление Ижевского отделения Горьковской железной дороги).
В селе имеются одна улица — Набережная.
ГНИИМБ 	: 1837
Индекс 	: 427520